# Stephanus Petri
Stephanus Petri, död 12 september 1403 i Vadstena, var en svensk kyrkoherde i Vadstena församling. Han var även munk vid Vadstena kloster.

## Biografi
Stephanus Petri blev 1385 curatus i Vadstena församling, Vadstena pastorat. Han var mellan 1391 och 1402 syssloman vid Vadstena kloster. Han blev munk vid klostret omkring 1402, tillsammans med sin syster Ingeborg Petersdotter som blev nunna och de skänkte all sin egendom till klostret. Petri rapporterade till biskopen Knut Bosson (Natt och Dag) att klostrets egna arrendatorer inte ville fullfölja sina skyldigheter mot klostret. Biskopen beslutade då att prästerna inte skulle ge dem någon nattvard. Petri avled 12 september 1403 i Vadstena.